# Greene King Brewery
Greene King ist eine britische Brauerei. Durch mehrere Übernahmen wurde Greene King zur größten Brauereigruppe in britischer Hand. Zum Unternehmen gehören auch viele Pubs und Hotelketten.

## Geschichte

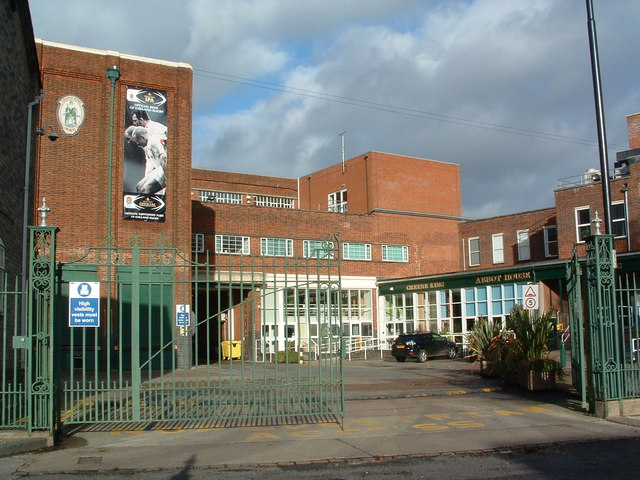
Greene King Brauerei

Greene King wurde 1799 von Benjamin Greene gegründet. In den 1950er Jahren wurde die Hauptmarke Abbot Ale eingeführt. Durch viele Übernahmen, u. a. Morland Brewery (1999), Ruddles Brewery (2002), Ridleys Brewery (2005), Belhaven Brewery (2005) und Kimberley Brewery (2006), wuchs die Brauerei zu einer großen Gruppe heran. Von den übernommenen Brauereien ist nur noch die Belhaven-Brauerei in Betrieb, die anderen wurden geschlossen. 2007 besaß die Gruppe bereits 790 Pubs, im selben Jahr wurde die Fischrestaurant-Kette Loch Fyne (zu ihr gehören im Jahr 2014 41 Restaurants) übernommen, 2011 folgten die Pubketten Cloverleafs, Realpubs und die Capital Pub Company. Seit 2013 ist Greene King Sponsor der Rugby Liga RFU Championship.
Im August 2019 unterbreitete die Investmentfirma CK Assets des Milliardärs Li Ka-shing aus Hongkong ein Übernahmeangebot für sämtliche ausstehende Greene King Aktien. Im weiteren Verlauf wurde Greene King für rund 4,6 Mrd. Pfund übernommen und der Börsenhandel der Aktien im November 2019 beendet.